# Ошеть (река)
Оше́ть (Суна́) — река в России, протекает по Кировской области. Левый приток реки Суны. Длина — 28 км. Площадь водосборного бассейна — 283 км².

## География
Река Ошеть берёт начало у деревень Кленовое-1 и Кленовое-2 Кумёнского района. Течёт на юг по территории Сунского района. Устье реки находится в 32 км по левому берегу реки Суны.
Притоки Ошети: Большая Пилья, Суна и Слекиша.

## Данные водного реестра
По данным государственного водного реестра России относится к Камскому бассейновому округу, водохозяйственный участок реки — Вятка от города Котельнич до водомерного поста посёлка городского типа Аркуль, речной подбассейн реки — Вятка. Речной бассейн реки — Кама.